# Ulrich Schmidl

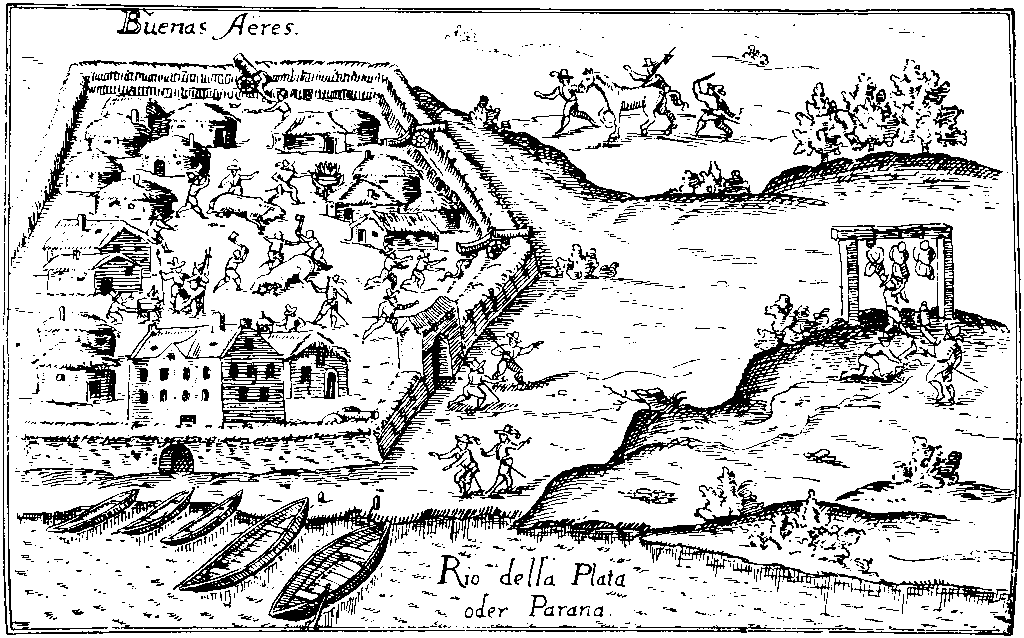
Buenos Aires a poc de fundada; 1536.

 Ulric Schmidl  o  Schmidel  o  Schmidt , (* 1510 a Estraubingen (Straubing) - ! 1579/1580/1581 a Ratisbona, Regensburg) fou un soldat Lansquenet, viatger i cronista alemany, que es va embarcar (procedent d'Holanda) a l'expedició de Mendoça al riu de la plata i la descriu amb tot detall a un llibre que edità a Alemanya en tornar al cap de 20 anys.
Va partir cap al riu de la Plata integrant l'expedició de l'avançat Pere de Mendoza. Amb ell viu els horrors de la primera fundació de Buenos Aires. Durant vint anys recorre el que anomena "Paradís de les selves del Paraguai i el Chaco". Els seus relats, testimonis d'un conqueridor no espanyol, es converteixen en les primeres cròniques dels territoris que després serien Argentina i Paraguai.
El 1554 torna a Estraubingen, on hereta el patrimoni del seu germà i es converteix en regidor. Ha de fugir de la ciutat per professar l'luteranisme, dirigint-se a Ratisbona el 1562, on mor el 1579.
El seu relat apareix per primera vegada el 1567, en alemany. El 1599 en llatí, en una edició de Levinus Hulsius, i en el mateix any a la setena part dels grans viatges de Teodor de Bry, tant en llatí com en alemany. De Bry i Hulsius han realitzat gravats que il·lustren les aventures de Schmidl.

## Catalanades
El nom de "Riu de la Plata" es deu al fet que els indis els van dir que hi havia plata, curiosament resulta que no van precisar a quina distància es trobava aquesta plata i... resulta que calia anar Paranà amunt fins al Potosí. Un espanyol va fer el penós viatge i es va fer molt ric, però al final el van matar els indis.
És molt peculiar la gran quantitat de catalanades que hi ha a la versió castellana del seu llibre i... per un alemany!!
| « | :..llegamos a Bonas Ayers, nuestro capitán Marthín Doménigo Eyolla (Irala) ..mas este puerto se llama también S. Katarinna; ..allí quiso él cargar bastimento de la ciudad Nostra Singnora hasta este pueblo o bahía de S. Katarina (454). ..Traía pues consigo de Hispania su gubernazión (provisión?) de la Cesárea Majestad, y decía que Marthín Domenigo Eyolla (Irala) ..capitanes llamados Anthoni Gabrero (Antonio Cabrera) y Tigo Tobellin ..capitán general Albernuso Capessa de Bacha ..en la ciudad Nostra Singnora de Sunssió ..un capitán llamado Jan Salleysser (Juan de Salazar) ..Item tienen algo de trigo turco (maíz), manndeoch (mandioca o fariña), manduiss (maní), padades (batatas) ..a un cerro llamado Sannt Ferdinandt (481) ..amossenes (amazones) no tienen ni oro ni [plata], sinó en Terra ferma (tierra firme), esto es, tierra adentro, ..pämb (palma) llamada palmides (palmitos) y cardes (cardos) (544) (fa tots els plurals en "es" a la catalana) ..3 españoles, de los que uno, con el nombre de Jehronimus (Gerónimo), había sido trompa de thonn (don) Piettro Manthossa, ..los cuales 3 españoles había dejado Jann Eyollas [259] (Ayolas) enfermos entre los peyssennes ..un español, llamado Parnau.. al dicho Pernau a quien a más tiene otro factor allí en Vincendo (S. Vicente), llamado Petter Rosel ..é mandó á Pedro Estopiña Capessa de Bacha | » |